# Lambi (varumärke)
Lambi, tidigare Vita Lamm, är ett varumärke som idag ägs av mjukpapperstillverkaren Metsä Tissue. Varumärket togs i bruk 1962 och döptes om från Vita Lamm till Lambi 1987. Det finns sedan 1977 utbrett i Danmark, Norge, sedan 1995 i Finland, sedan 2003 i Estland, Lettland, Litauen, Polen, och sedan 2006 i Ryssland.